# Пенье (Ярославский район)
Пенье — деревня в Ярославском районе Ярославской области. Входит в состав Заволжского сельского поселения.

## География
Находится в восточной части Ярославской области на расстоянии приблизительно 12 км на восток-северо-восток по прямой от станции Филино.

## История
В 1859 году здесь (деревня Ярославского уезда Ярославской губернии) было учтено 24 двора, в 1898 — 40.

## Население
Численность населения: 169 человек (1859 год), 9 (русские 100 %) в 2002 году, 4 в 2010.